# Bohumil Kubišta
Bohumil Kubišta (Praskačka, 21 agosto 1884 – Praga, 27 novembre 1918) è stato un pittore e critico d'arte ceco.

## Biografia
Intraprese gli studi artistici all'Accademia di belle arti di Praga, che lasciò nel 1906 per perfezionarsi al Reale istituto di belle arti di Firenze. Insieme a Emil Filla, Antonín Procházka e altri formò il gruppo degli Otto (Osma), pittori espressionisti ed esponenti dell'avanguardia cecoslovacca.
L'evoluzione artistica di Kubišta abbracciò le diverse fasi del postimpressionismo, partendo dall'interesse per l'arte di Van Gogh e Cézanne e proseguendo con studio dell'uso del colore dei fauves. Una mostra di Munch allestita a Praga nel 1905 ebbe un profondo impatto su di lui e la sua arte assunse spiccante tinte espressionistiche fino al 1910, grazie anche all'incontro con Die Brücke. Nel 1910 conobbe il cubismo durante una parentesi parigina: Picasso, Braque, Derain e la Section d'Or ebbero un evidente impatto sul suo stile, anche se Kubišta continuò a distinguersi per i soggetti religiosi (come il suo autoritratto San Sebastiano del 1912).
Nel 1913 le gravi ristrettente economiche lo costrinsero ad arruolarsi. Morì a causa dell'influenza spagnola nel 1918 all'età di trentaquattro anni, poco dopo la dichiarazione d'indipendenza.

## Galleria d'immagini

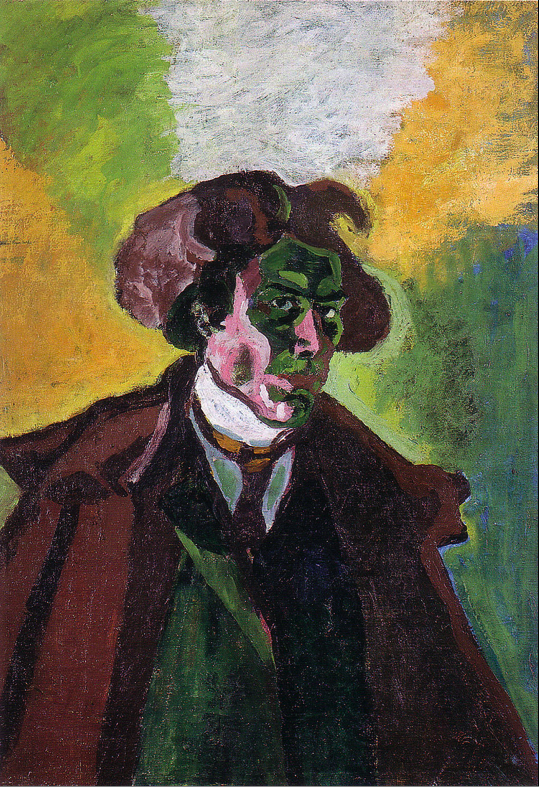
Autoritratto (1908)
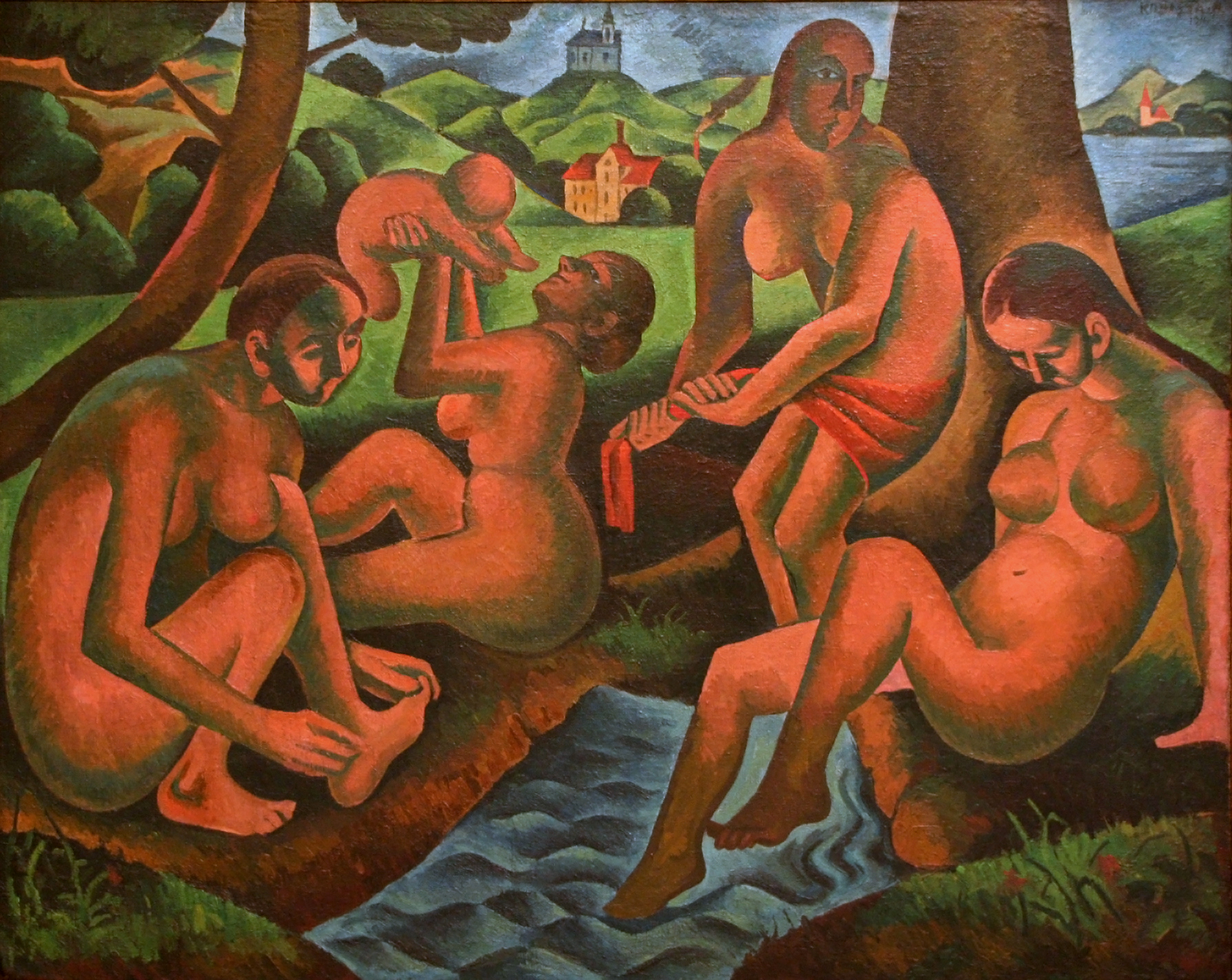
Donne al bagno (1911)
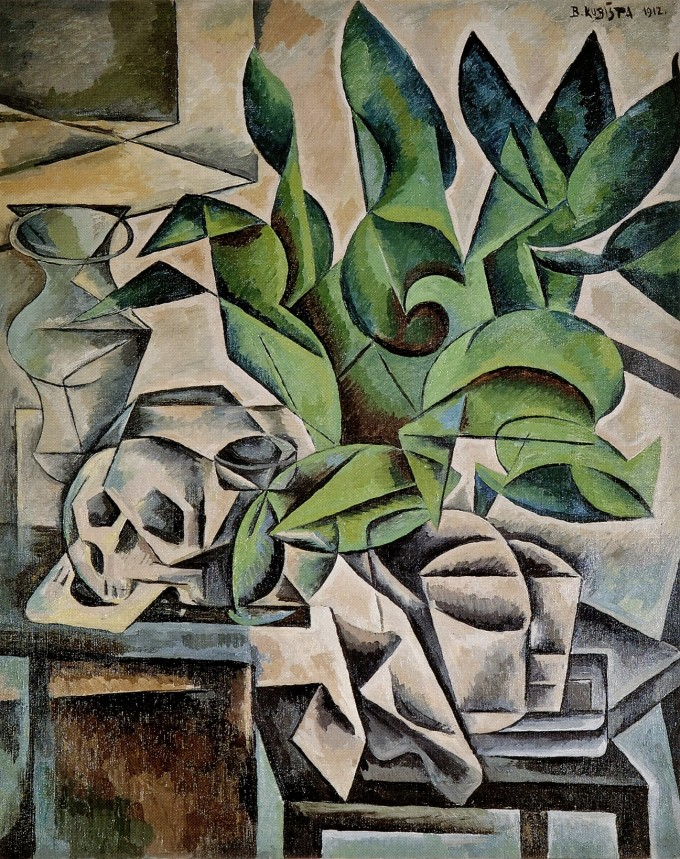
Natura morta con teschio (1911)
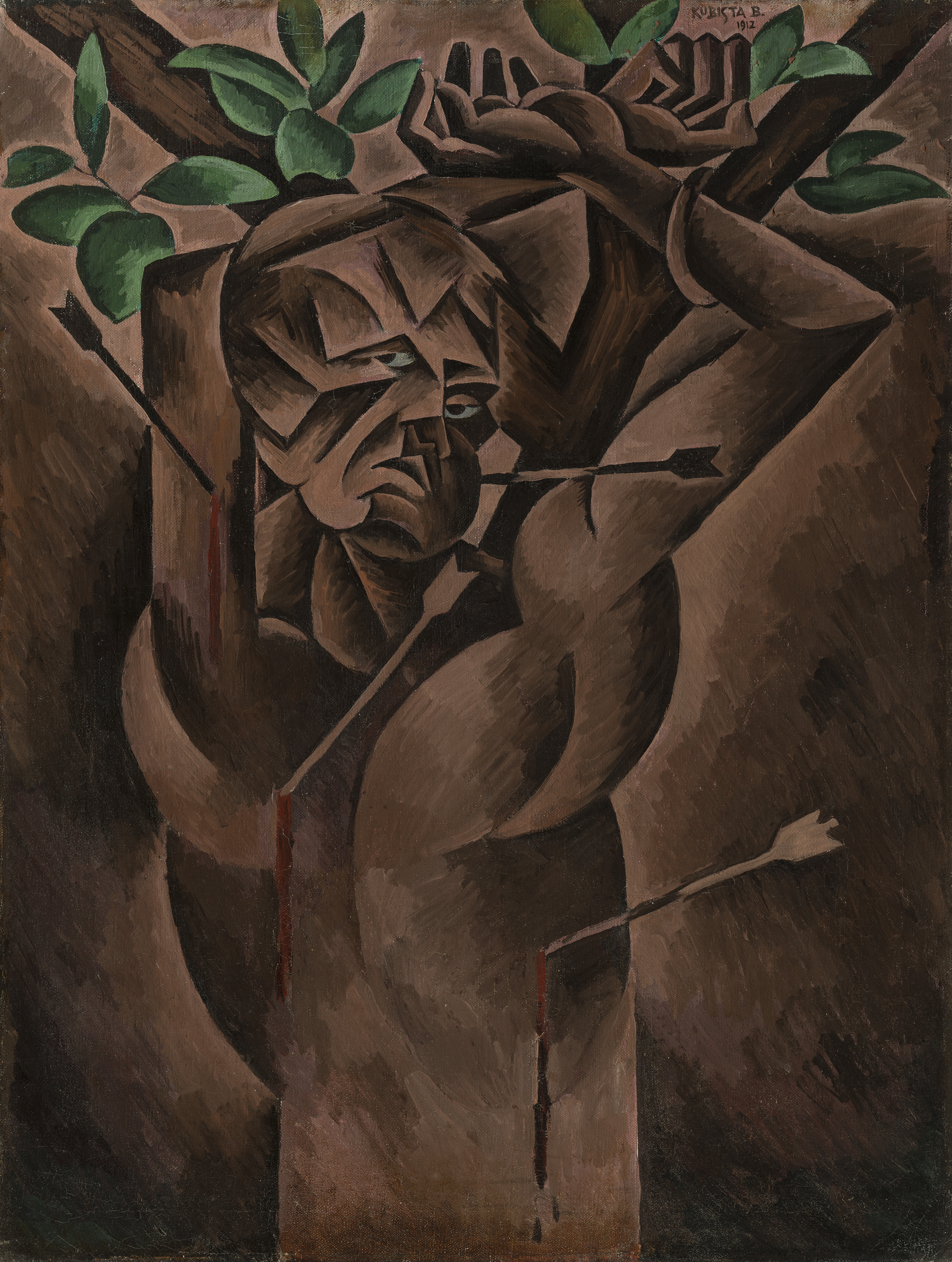
San Sebastiano (1912)